# モンバロッチョ
モンバロッチョ（伊: Mombaroccio）は、イタリア共和国マルケ州ペーザロ・エ・ウルビーノ県にある、人口約2,100人の基礎自治体（コムーネ）。

## 地理

### 位置・広がり
ペーザロ・エ・ウルビーノ県のコムーネ。ペーザロから南南西へ14km、ウルビーノから東北東へ19kmの距離にある。

#### 隣接コムーネ
隣接するコムーネは以下の通り。
- カルトチェート
- コッリ・アル・メタウロ
- ファーノ
- ペーザロ

### 気候分類・地震分類
モンバロッチョにおけるイタリアの気候分類 (it) および度日は、zona E, 2331 GGである。
また、イタリアの地震リスク階級 (it) では、zona 2 (sismicità media) に分類される。

## 行政

### 分離集落
モンバロッチョには、以下の分離集落（フラツィオーネ）がある。
- Cairo, Montegiano, Passo del Beato Sante, Villagrande